# Communauté de communes de la Beauce Alnéloise
Die Communauté de communes de la Beauce Alnéloise ist ein französischer Gemeindeverband mit der Rechtsform einer Communauté de communes im Département Eure-et-Loir in der Region Centre-Val de Loire. Der Gemeindeverband wurde am 12. Dezember 2003 gegründet und bestand aus 23 Gemeinden. Der Verwaltungssitz befand sich im Ort Auneau.

## Historische Entwicklung
Per 1. Januar 2016 wurden die ehemaligen Gemeinden Auneau und Bleury-Saint-Symphorien zur Commune nouvelle Auneau-Bleury-Saint-Symphorien vereinigt. Außerdem verließ die Gemeinde Orlu den Verband, da sie in die Gemeinde Gommerville integriert wurde, diese jedoch einem anderen Gemeindeverband angehörte.
Mit Wirkung vom 1. Januar 2017 fusionierte der Gemeindeverband mit
- Communauté de communes des Quatre Vallées,
- Communauté de communes des Terrasses et Vallées de Maintenon,
- Communauté de communes du Val de Voise sowie
- Communauté de communes du Val Drouette

und bildete so die Nachfolgeorganisation Communauté de communes des Portes Euréliennes d’Île-de-France.

## Ehemalige Mitgliedsgemeinden
1. Ardelu
2. Aunay-sous-Auneau
3. Auneau-Bleury-Saint-Symphorien
4. Béville-le-Comte
5. La Chapelle-d’Aunainville
6. Châtenay
7. Denonville
8. Garancières-en-Beauce
9. Le Gué-de-Longroi
10. Léthuin
11. Levainville
12. Maisons
13. Moinville-la-Jeulin
14. Mondonville-Saint-Jean
15. Morainville
16. Oinville-sous-Auneau
17. Oysonville
18. Roinville
19. Saint-Léger-des-Aubées
20. Sainville
21. Santeuil
22. Umpeau
23. Vierville